# Bernardo Uribe
Bernardo Uribe Jongbloed (* 1975) ist ein kolumbianischer Mathematiker.
Uribe ging in Bogota zur Schule, studierte 1994 bis 1998 an der Universidad de Los Andes wurde 2002 an der University of Wisconsin-Madison bei Alejandro Ádem  promoviert (Dissertation: Twisted K-Theory and Orbifold Cohomology of the Symmetric Product). Als Post-Doktorand war er am Max-Planck-Institut für Mathematik in Bonn. 2003/04 war er Assistant Professor an der University of Michigan. Er lehrte als Professor an der Universidad Nacional de Colombia und der Universidad de los Andes (volle Professur ab 2012) und ist seit 2014 Professor an der Universidad del Norte in Barranquilla. 2008/09 war er Gastwissenschaftler in Mexiko-Stadt und 2010 bei Wolfgang Lück an der Universität Münster.
Uribe befasst sich mit algebraischer Geometrie und Topologie auch mit Anwendungen im Umfeld der Stringtheorie.
2012 erhielt er einen Humboldt-Forschungspreis, mit dem er an der Universität Bonn war.
Uribe erhielt 2012 den Mathematikpreis der Third World Academy of Sciences. Er war eingeladener Sprecher auf dem Internationalen Mathematikerkongress in Rio de Janeiro 2018 (The evenness conjecture in equivariant unitary bordism). 2017 bis 2019 ist er Präsident der kolumbianischen mathematischen Gesellschaft.

## Schriften (Auswahl)
- mit Ernesto Lupercio: Gerbes over orbifolds and twisted K-theory, Communications in Mathematical Physics, Band 245, 2004, S. 449–489
- mit Ernesto Lupercio:Loop groupoids, gerbes, and twisted sectors on orbifolds, 2001, Arxiv
- Orbifold cohomology of the symmetric product, 2001, Arxiv
- mit Lupercio: An introduction to Gerbes on Orbifolds, Annales Mathematiques Blaise Pascal, Arxiv 2004
- mit T. De Fernex, E. Lupercio, T. Nevins: Stringy Chern classes of singular varieties, Advances in Mathematics, Band 208, 2007, S. 597–621, Arxiv
- mit E. Lupercio, M. A. Xicotencatl: Orbifold string topology, Geometry & Topology, Band 12, 2008, S.  2203–2247, Arxiv